# Navid Kermani
Navid Kermani (ur. 27 listopada 1967) – niemiecko-irański pisarz, orientalista. Autor kilkunastu powieści a także esejów na temat islamu i relacji pomiędzy kulturą zachodu i islamem. W 2015 roku wyróżniony prestiżową Pokojową Nagrodą Księgarzy Niemieckich.

## Biografia
Urodził się 27 listopada 1967 roku jako syn imigrantów z Iranu. Jego rodzice opuścili Iran w 1959 roku. Studiował orientalistykę, był zafascynowany mistykę islamską, poświęcił tej tematyce doktorat i habilitacje.

## Książki
- Schöner neuer Orient. Berichte von Städten und Kriegen (2003)
- Dein Name (2010)
- Große Liebe (2014)

## Wyróżnienia
- Nagroda Pokojowa Księgarzy Niemieckich (2015)[2]